# Dawid Wiśnia
Dawid Wiśnia później David Wisnia (ur. 31 sierpnia 1926 w Sochaczewie, zm. 15 czerwca 2021) – amerykański kantor pochodzenia polsko-żydowskiego, więzień niemieckich nazistowskich obozów koncentracyjnych w czasie II wojny światowej. 

## Życiorys
Był uczniem kantorów Abrahama Cwi Dawidowicza, Gerszona Siroty oraz Mosze Kusewickiego. Jako młody chłopiec występował w synagogach Warszawy oraz Polskim Radiu. W trakcie okupacji niemieckiej podczas II wojny światowej był więźniem getta warszawskiego, a następnie przez dwa lata więźniem obozu koncentracyjnego Auschwitz-Birkenau. Wiśnia zbiegł z niewoli w trakcie deportacji do KL Dachau. Następnie służył w amerykańskiej 101. Dywizji Powietrznodesantowej. W trakcie holocaustu Dawid Wiśnia stracił między innymi rodziców. 
W 1946 wyemigrował do USA i przez pięćdziesiąt lat był kantorem synagog w Levittown i Trenton. Koncertował i prowadził gościnne modlitwy w wielu krajach świata, w tym w rodzinnej Polsce. Był również autorem książki wspomnieniowej pt. One Voice, Two Lives: From Auschwitz Prisoner to 101st Airborne Troope.